# Eminem
Eminem (St. Joseph (Missouri), 17 oktober 1972), artiestennaam van Marshall Bruce Mathers III, ook wel Slim Shady genoemd, is een Amerikaans rapper, producent en acteur.

## Levensloop

### Jeugd
De vader van Mathers ging weg van huis toen zijn zoon nog maar 6 maanden oud was. Mathers heeft hem nooit ontmoet.
Mathers en zijn moeder verhuisden regelmatig en Mathers wisselde vaak van school.
Mathers wilde toen hij zeven was graag een stripfiguur worden. Hij tekende zelf ook en ondertekende zijn tekeningen altijd met m&m. Die "m&m" kwam van zijn echte naam, Marshall Mathers. Hij wilde een stripheld worden omdat hij dan alles aankon en niet meer bang hoefde te zijn.
Een oom van Mathers, Ronnie, gaf hem een cassettesingle met rapmuziek. Dit was een cassette van de single Reckless van Ice-T. Hij werd geïnspireerd door onder andere LL Cool J en de Beastie Boys. Deze oom pleegde later zelfmoord. Dit was een enorme tegenslag voor de jonge Mathers. Mathers refereert later in zijn nummers Stan en Cleanin' Out My Closet aan deze gebeurtenis.
Toen Marshall nog op school zat, las hij in zijn vrije tijd woordenboeken om zijn woordenschat te verbeteren. Hij schreef ook woorden onder en naast elkaar en noemde het 'stocking ammo' ('munitie verzamelen'). Deze woorden bewaart hij nog steeds in een doos, wat hij liet zien in een 60 Minutes-interview.

### Begin van carrière en eerste album
Zijn eerste uitgebrachte muziek, Soul Intent, waarvan maar 500 kopieën op de wereld zijn, werd alleen op cassette uitgegeven en werd alleen gratis uitgedeeld op zijn eerste concert. Zijn moeder heeft later de laatste cassettes naar een benzinepomp gebracht om ze daar te verkopen. Zijn eerste volledige album Infinite volgde in 1996. Dit album werd oorspronkelijk uitgegeven op vinyl en cassette, en later alleen in nieuw uitgegeven bootlegs). Dit album werd een flop, maar zorgde wel voor meer bekendheid in het ondergrondse hiphop-milieu. Hij kwam bekend te staan om zijn cartooneske stijl en het feit dat hij wit is, wat op dat moment een zeldzaamheid was in de wereld van de rappers. Nadat Dr. Dre een van zijn demo's hoorde, werd hem een platencontract aangeboden bij Aftermath Entertainment.

### Groot succes
Zijn tweede album, en tevens eerste echte mainstreamalbum, The Slim Shady LP, werd drie keer platina en leidde tot zijn wereldwijde doorbraak. Op dit album stonden de hits My name is en Guilty Conscience. Het album was erg controversieel om zijn teksten en onderwerpkeuzes. Zo werden de personages in Guilty Conscience door Eminem aangespoord om onder andere seks te hebben met een minderjarig meisje.
In 2000 werd zijn tweede grote album uitgebracht: The Marshall Mathers LP. Vooral de singles The Real Slim Shady en Stan leidden tot veel media-aandacht. Stan vertelt een fictief verhaal van een fan die is geobsedeerd door Eminem en uiteindelijk zichzelf en zijn zwangere vriendin om het leven brengt omdat zijn idool niet snel genoeg reageert op zijn fanmail. In een aantal van zijn nummers maakt Mathers ook grappen over jongensgroepen en andere artiesten zoals *NSYNC, Christina Aguilera en Britney Spears.
In 2002 bracht Mathers de film 8 Mile uit, over een jongen in een achterstandswijk in de VS. Het hoofdpersonage werd gespeeld door Mathers: B-Rabbit (bunny-rabbit). Deze jongen probeert via rap-battles naamsbekendheid te verwerven in de hiphopscene dat de achterstandswijken van Detroit domineert. De film is halfautobiografisch. De titeltrack Lose Yourself van Eminem werd vervolgens wereldwijd een grote hit. Het lied kreeg een Oscar voor beste soundtrack in 2002.
Niet veel later werd de Shady LTD-kledinglijn op de markt gebracht. Mede ontworpen door Eminem heeft de kledinglijn een ruig karakter waarbij veel wordt gelet op de prints op de shirts etc. De Shady LTD-lijn verkoopt goed in veel Amerikaanse winkels en ook in Nederland is deze kledinglijn te koop.
Omstreeks dezelfde tijd bracht hij het album The Eminem Show uit met hits als Without Me, Sing for the Moment, Cleanin' Out My Closet en Business.
In 2004 verscheen zijn album Encore, met onder andere de singles Just Lose It, Like Toy Soldiers, Mockingbird en Ass Like That. Op de track Mosh riep hij Amerikanen op om tegen Bush te stemmen. De tweede single van het album was Like Toy Soldiers. Daarop rapte hij dat er te veel geweld is in de rapwereld en relativeerde hij de ruzies die hij de laatste jaren had (met onder anderen Ja Rule en Benzino). De laatste single Ass Like That borduurde voort op de gehanteerde Mexicaanse flow van het D12-nummer My Band, waarin diverse bekendheden op de schop werden genomen.

### Laatste jaren
In 2006 kwam Eminems hitcompilatie Curtain Call: The Hits uit, waarvan met name de single When I'm Gone een hit werd. Dit nummer gaat over het feit dat zijn dochter Hailie niet wil dat hij rapt, omdat hij te weinig tijd vrijmaakt voor haar. Op het einde van het lied wordt Eminem wakker van een droom; hij ziet Hailie schommelen samen met haar zusje Laney en Kim is er ook bij. Hij is weer gelukkig bij hen. Op 14 januari 2006 is Eminem voor de tweede keer getrouwd met Kim, waarna hij binnen 3 maanden opnieuw scheidt. Ook wordt zijn beste vriend Proof doodgeschoten en hij belandt in een dip. Daarnaast plant hij een pauze in zijn carrière. Er wordt gezegd dat Eminem (muzikaal) een andere weg in zou slaan.
Eminem werkte in 2006 samen met Akon, met het nummer Smack That. Het haalde nummer 6 in Nederland. In 2009 kwam het nummer Crack a bottle uit, dat hij samen met Dr. Dre en 50 Cent uitbracht.
In 2010 kwam de single Not afraid uit, die in de Nederlandse Single Top 100 niet hoger kwam dan de 32e plaats, maar in landen als de Verenigde Staten een succes werd en de nummer 1 in de Billboard top 100 behaalde. In de TMF Superchart bereikte het nummer de eerste plaats. Op 4 juni 2010 bracht hij het nummer Love the Way You Lie samen met Rihanna uit. Eind 2010 bracht hij samen met Nicki Minaj het nummer Roman's Revenge uit.
In 2011 bracht hij samen met Dr. Dre en Skylar Grey het nummer I Need a Doctor uit. In 2012 kwam het nummer My Life uit samen met rapper 50 Cent en zanger Adam Levine. Kort daarna bracht hij samen met Skylar Grey de single C'mon Let Me Ride uit.

### Comeback
Eminem werd geholpen door rappers 50 Cent en Dr. Dre, die hem steunden na zijn dip en zijn carrière nieuw leven inbliezen. Na de pauze van een aantal jaren kwam hij in 2009 terug met de promotiesingle Crack a Bottle en I'm Having a Relapse. Hij kondigt een album aan, Relapse, en later wordt bekend dat hij zoveel materiaal heeft gemaakt met Dr. Dre, dat er genoeg is voor een Relapse 2.
Begin 2009 komen de eerste singles van het album uit. We Made You is de eerste officiële single van Eminem sinds jaren. Daarna lekte de tracklist van Relapse uit en kwam de tweede single, 3 a.m. uit. Op 15 mei 2009 kwam Relapse uit, maar daarvoor was de single Stay Wide Awake al gelekt. Deze single zou de laatste van het album zijn, maar die is vervangen door Beautiful.
Op 13 april 2010 heeft Eminem laten weten dat er geen Relapse 2 komt. Zijn nieuwe songs zijn anders dan zijn songs op Relapse en daarom heeft hij besloten zijn nieuwe album Recovery te noemen. Het kwam in Europa uit op 18 juni 2010. Op dit album staat het nummer Not Afraid, dat in de Billboard top 100 binnenkwam op nummer 1.
In 2009 kwam uit een onderzoek van Nielsen Soundscan Eminem naar voren als de best verkopende artiest van de afgelopen tien jaar. Van zijn albums werden wereldwijd meer dan 80 miljoen exemplaren verkocht. Eminem versloeg hiermee artiesten als The Beatles en *NSYNC.

### Samenwerking met Shady Records-artiesten
Eind 2006 kwam een compilatiealbum uit van Eminem in samenwerking met de artiesten van zijn eigen Shady Records, genaamd Eminem Presents: The Re-Up. Dit album stond gepland als een mixtape maar later bleek het materiaal zo goed te zijn dat er besloten was er een officieel album van te maken.
Het is een album waar naast Eminem, 50 Cent, en Stat Quo, ook nieuwe Shady Records-artiesten op staan zoals (Ca$his en Bobby Creekwater).
De eerste single van de compilatie-cd is inmiddels uitgegeven.
De track You Don't Know is een samenwerking tussen Eminem, 50 Cent, Lloyd Banks en nieuw talent Ca$his, en werd eind 2006 uitgebracht.
Op het album staat ook een solosingle van Eminem die No Apologies heet.

### Bad Meets EvilenHell: The Sequel
Op 25 april 2011 maakten Royce Da 5'9" en Eminem bekend dat ze een gezamenlijke ep zouden uitbrengen onder de naam Bad Meets Evil. De ep bracht het duo na 12 jaar weer samen en verscheen op 14 juni 2011. Het album bevat 9 nummers en 2 bonusnummers. Het album is getiteld Hell: The Sequel.

### MMLP2 (The Marshall Mathers LP 2)
Op 24 mei 2012 maakte Eminem bekend dat hij aan een nieuw album werkt. Het album werd verwacht in 2013.
In 2013 werd een minitournee in Europa bevestigd. Tijdens die tournee trad hij onder meer op tijdens enkele festivals in het Verenigd Koninkrijk, Pukkelpop en in Stade De France. De toer duurde twee weken. De optredens volgden elkaar kort op in augustus.
Op 14 augustus 2013 kreeg het lied Survival van Eminems toen nog titelloze album zijn debuut in de trailer van het computerspel Call of Duty: Ghosts. Dit nummer zou gebruikt worden als soundtrack voor de game. Het volledige nummer werd de dag zelf nog op YouTube geplaatst. Twee weken later werd de titel van het nieuwe album, The Marshall Mathers LP 2 (afgekort MMLP2), bekendgemaakt op de MTV Video Music Awards, en ook werd de verschijningsdatum bekendgemaakt: 5 november. Dr. Dre en Rick Rubin (onder meer bekend als producer van de Beastie Boys) waren de uitvoerend producenten. Nog tijdens diezelfde MTV Video Music Awards kreeg een eerste single zijn debuut, getiteld Berzerk. Het nummer kwam ook voor als teaser in een reclamespot van Beats by Dre. Berzerk, de eerste officiële single van MMLP2, was verkrijgbaar op iTunes vanaf 27 augustus 2013 en stond die dag zelf nog op de 20ste plaats in de iTunes Charts in België. In Nederland stond deze single op de zevende plaats, in Eminems thuisland stond de single al direct op nummer 1.
Op 3 november 2013 won Eminem tijdens de allereerste Youtube Music Awards de prijs "Artist of the year". Tijdens de 57e Grammy Awards uitreiking ontving hij "Best Rap Album" award voor MMLP2 en "Best Rap/Sung Collaboration" (met Rihanna) voor "the Monster".

### 2014-2016:Shady XV, Southpaw
In de zomer van 2014 werd een Shady Records compilatie-album aangekondigd en verscheen de eerste single van dit album in augustus: "Guts Over Fear", featuring Sia. In november volgde "Detroit vs. Everybody" met naast Eminem ook Dej Loaf, Royce da 5'9", Danny Brown, Big Sean en Trick-Trick. Het album zelf, ShadyXV, kwam uit op 24 november, en bestond uit één greatest-hits cd, en één cd met nieuw materiaal van Shady Records artiesten zoals D12, Slaughterhouse, Bad Meets Evil, en Yelawolf.
In maart 2015 werd The Official Eminem Box Set uitgebracht, Deze tiendelige vinyl box set omvat zeven van de acht tot dan toe uitgebrachte studio-albums (alle behalve Infinite), en bevat daarnaast de soundtrack van 8 Mile, het compilatie-album Eminem presents: The Re-up, en grootste hits collectie Curtain Call: the Hits. In 2015 verscheen Eminem daarnaast op het nummer "Speedom" van Tech N9ne, en de single "Best Friend" van Yelawolf.
Eminem was daarnaast uitvoerend producent van de soundtrack voor de film Southpaw uit 2015. Nummers van deze soundtrack die in 2015 als single in de Verenigde Staten werden uitgebracht waren "Phenomenal", en "Kings Never Die" (featuring Gwen Stefani).
In oktober van 2016 bracht Eminem het politieke (anti-Trump) nummer "Campaign Speech" uit, net voor het laatste debat van de kandidaten voor de Amerikaanse presidentsverkiezingen van 2016. Hij kondigde daarnaast aan bezig te zijn aan een nieuw album.

### 2017-2019:RevivalenKamikaze
In februari van 2017 verscheen Eminem op het nummer "No Favors" van Big Sean. In het nummer noemt hij de toen net verkozen President Donald Trump een "bitch". Zijn politieke voorkeuren kwamen opnieuw naar voren tijdens de 'cypher' (een hiphop freestyle battle) voor de 2017 BET Hip Hop Awards van dat jaar, waarin hij verdere kritiek uitte op de Amerikaanse president en zijn beleid en afsloot met het statement dat Trump-aanhangers niet zijn fans kunnen zijn.
In oktober van 2017 verscheen hij op het nummer "Revenge" van Pink's album Beautiful Trauma. Die maand kondigden Eminem en zijn manager Paul Rosenberg het nieuwe album Revival aan. In november verscheen de eerste single "Walk on Water", featuring Beyoncé. In december maakte dr. Dre middels een video-post de release-datum van het album bekend (15 december 2017). Op 8 december bracht Eminem de promotionele single "Untouchable" uit, waarin hij politie-geweld tegen Afro-Amerikaanse burgers aan de kaak stelt. In januari van 2018 kwam de tweede single "River" uit, waarop Ed Sheeran meezingt. Ondanks matige recensies van het album vanwege het hoge gehalte aan politieke boodschappen, werd het het achtste album waarmee Eminem op nummer 1 van de Billboard 200 binnenkwam in de Verenigde Staten. Hij was daarmee de eerste artiest ooit die dit lukte.
Op 31 augustus 2018 bracht Eminem onaangekondigd het album Kamikaze uit, een tweede compleet studio-album binnen acht maanden tijd. Ook dit album debuteerde op nummer 1 van de albumverkoop in de Verenigde Staten.

### 2020:Music to Be Murdered by
Op 17 januari 2020 bracht Eminem (wederom onaangekondigd) het album Music to Be Murdered By uit. Het album bevat gast-optredens van onder andere Young M.A., Royce da 5'9", Q-Tip, Denaun, White Gold, Ed Sheeran, Juice WRLD, Skylar Grey, Anderson Paak, Don Toliver, Kxng Crooked, Joell Ortiz and Black Thought. De eerste video en single van het album, die tegelijktijdig werden uitgebracht, waren voor het nummer Darkness. Het nummer gaat over wapengeweld, en de schietpartij in Las Vegas in oktober 2017. Het nummer bevat een sample van het nummer Sound of Silence van Simon & Garfunkel.
Op 9 februari 2020 gaf Eminem een onaangekondigd optreden van zijn nummer "Lose Yourself" tijdens de 92e Oscaruitreiking. Het nummer won een Oscar voor beste Soundtrack in 2002, maar Eminem heeft de prijs destijds niet persoonlijk in ontvangst genomen.
Op 9 maart 2020 verscheen de video voor het nummer Godzilla (featuring Juice WRLD), op het YouTube kanaal van Lyrical Lemonade. Op 10 juli 2020 bracht Eminem samen met Kid Cudi het nummer "The Adventures of Moon Man & Slim Shady" uit.

### 2024:The Death of Slim Shady (Coupe de Grâce)
The Death of Slim Shady (Coup de Grâce) is het twaalfde studioalbum van Eminem. Het werd op 12 juli 2024 uitgebracht via Shady Records, Aftermath Entertainment en Interscope Records. Het album draait om een strijd tussen Eminem en zijn Slim Shady alter ego. Het album bevat hardcore hiphop, satirische hiphop en bewuste hiphop en bevat optredens van White Gold, Sly Pyper, JID, Dem Jointz, Ez Mil, Skylar Grey, Big Sean, BabyTron en Jelly Roll; de deluxe versie (Expanded Mourner's Edition) bevat ook 2 Chainz, Westside Boogie, Grip en Fifteenafter. Het album bracht de rapper een achtste nominatie voor de Grammy Award voor Beste Rapalbum, na verschillende keren te hebben gewonnen in 2000 (The Slim Shady LP), 2001 (The Marshall Mathers LP), 2003 (The Eminem Show), 2010 (Relapse), 2011 (Recovery) en 2015 (The Marshall Mathers LP 2).
De productie van het album werd voornamelijk verzorgd door Eminem, samen met Dem Jointz, Fredwreck, Cubeatz en Cole Bennett, Dr. Dre, Mr. Porter en Luis Resto. Het volgt op zijn album uit 2020, Music to Be Murdered By. Het album werd gepromoot door drie singles: "Houdini", "Tobey" en "Somebody Save Me"; er is een extra videoclip gemaakt voor "Temporary". Het kreeg gemengde recensies van critici, waarbij Yahoo! Nieuws meldt dat het de laagste Metacritic-score heeft van alle Eminem-albums. Critici prezen de raptechnieken van Eminem tijdens het pannen van de teksten. Het stond bovenaan de albumlijsten in Australië, Oostenrijk, België, Canada, Tsjechië, Finland, Hongarije, Ierland, Nederland, Nieuw-Zeeland, Noorwegen, Slowakije, Zweden, Zwitserland, het Verenigd Koninkrijk en de Verenigde Staten.

## MTV-incident
In 2009, toen Eminem opnieuw aanwezig was bij de show, kwam het typetje 'Brüno' (gespeeld door Sacha Baron Cohen) de zaal binnenvliegen en landde vervolgens halfnaakt in de seksuele houding 69 op Eminem. Nadat Brüno was verwijderd, verdween Eminem verontwaardigd uit de zaal. Later liet Eminem weten dat het afgesproken was.

## EMA'S
In 2013 kreeg Eminem tijdens de MTV Europe Music Awards een Global Icon Award.
In 2017 kreeg Eminem tijdens de MTV Europe Music Awards de award voor beste hiphop.

## Privéleven
Marshall heeft samen met zijn voormalige vrouw een dochter, en twee dochters geadopteerd.
Op 3 juni 2000 werd Marshall samen met Douglas Dail gearresteerd omdat hij een ongeladen geweer trok. De dag daarna in Warren (Michigan) zag hij zijn vrouw, Kim, John Guerrera zoenen op de parkeerplaats van het Hot Rock Café. Hij viel John aan en werd gearresteerd. Hij werd schuldig bevonden aan het dragen van een wapen en mishandeling en kreeg twee jaar voorwaardelijke gevangenisstraf.

## Discografie
Zie ook discografie Soul Intent, Bad Meets Evil en D12.

### Albums
| Album met eventuele hitnotering(en) in de Nederlandse Album Top 100 | Datum van verschijnen | Datum van binnenkomst | Hoogste positie | Aantal weken | Opmerkingen   |
| ------------------------------------------------------------------- | --------------------- | --------------------- | --------------- | ------------ | ------------- |
| Infinite                                                            | 12 november 1996      | -                     | -               | -            |               |
| The Slim Shady LP                                                   | 23 februari 1999      | 1 mei 1999            | 20              | 38           |               |
| The Marshall Mathers LP                                             | 19 mei 2000           | 27 mei 2000           | 2               | 58           |               |
| The Eminem Show                                                     | 24 mei 2002           | 8 juni 2002           | 1 (5wk)         | 73           |               |
| Eminem is Back                                                      | 5 maart 2004          | 3 april 2004          | 86              | 5            |               |
| Encore                                                              | 12 november 2004      | 20 november 2004      | 2               | 40           |               |
| Curtain Call: The Hits                                              | 2 december 2005       | 10 december 2005      | 5               | 17           | Verzamelalbum |
| Eminem Presents: The Re-Up                                          | 1 december 2006       | 9 december 2006       | 66              | 9            | Verzamelalbum |
| Relapse                                                             | 12 mei 2009           | 23 mei 2009           | 3               | 19           |               |
| Recovery                                                            | 21 juni 2010          | 26 juni 2010          | 2               | 39           |               |
| The Marshall Mathers LP 2                                           | 5 november 2013       | 9 november 2013       | 4               | 21           |               |
| Shady XV                                                            | 24 november 2014      | -                     | -               | -            | Verzamelalbum |
| Revival                                                             | 15 december 2017      | 23 december 2017      | 1 (1wk)         | 33           |               |
| Kamikaze                                                            | 31 augustus 2018      | 8 september 2018      | 1 (3wk)         | 22           |               |
| Music to Be Murdered By                                             | 17 januari 2020       | 25 januari 2020       | 1 (2wk)         | 30 (nnb)     |               |
| Music to Be Murdered By - Side B (Deluxe Edition)                   | 18 december 2020      | -                     | -               | -            |               |

| Album met hitnotering(en) in de Vlaamse Ultratop 200 albums | Datum van verschijnen | Datum van binnenkomst | Hoogste positie | Aantal weken | Opmerkingen   |
| ----------------------------------------------------------- | --------------------- | --------------------- | --------------- | ------------ | ------------- |
| The Slim Shady LP                                           | 1999                  | 25 september 1999     | 46              | 3            |               |
| The Marshall Mathers LP                                     | 2000                  | 3 juni 2000           | 1 (2wk)         | 125*         |               |
| The Eminem Show                                             | 2002                  | 8 juni 2002           | 1 (2wk)         | 281*         |               |
| Eminem is Back                                              | 2004                  | 10 april 2004         | 64              | 7            |               |
| Encore                                                      | 2004                  | 20 november 2004      | 2               | 45           |               |
| Curtain Call: The Hits                                      | 2005                  | 10 december 2005      | 10              | 51           | Verzamelalbum |
| Eminem Presents: The Re-Up                                  | 2006                  | 16 december 2006      | 44              | 14           | Verzamelalbum |
| Relapse                                                     | 2009                  | 23 mei 2009           | 1 (1wk)         | 26           | Goud          |
| Recovery                                                    | 2010                  | 3 juli 2010           | 2               | 89           | Goud          |
| The Marshall Mathers LP 2                                   | 2013                  | 16 november 2013      | 1 (1wk)         | 48           |               |
| Revival                                                     | 2017                  | 23 december 2017      | 6               | 46           |               |
| Kamikaze                                                    | 2018                  | 8 september 2018      | 1 (3wk)         | 100          |               |
| Better Man                                                  | 2019                  | 9 maart 2019          | 165             | 1            |               |
| Music to Be Murdered By                                     | 17 januari 2020       | 25 januari 2020       | 1 (2wk)         | 30           |               |
| The Death of Slim Shady (Coup de Grâce)                     | 12 juli 2024          | 20 juli 2024          | 1 (1wk)         | 8*           |               |

### Singles
| Single met eventuele hitnotering(en) in de Nederlandse Top 40 | Datum van verschijnen | Datum van binnenkomst | Hoogste positie | Aantal weken | Opmerkingen                                               |
| ------------------------------------------------------------- | --------------------- | --------------------- | --------------- | ------------ | --------------------------------------------------------- |
| My Name Is                                                    | 23 februari 1999      | 17 april 1999         | 12              | 6            | Nr. 17 in de Single Top 100                               |
| Guilty Conscience                                             | 8 juni 1999           | 7 augustus 1999       | 21              | 7            | met Dr. Dre / Nr. 22 in de Single Top 100                 |
| Forgot About Dre                                              | 29 januari 2000       | 25 maart 2000         | 19              | 13           | met Dr. Dre / Nr. 16 in de Single Top 100                 |
| The Real Slim Shady                                           | 16 september 2000     | 17 juni 2000          | 6               | 12           | Nr. 5 in de Single Top 100                                |
| The Way I Am                                                  | 17 oktober 2000       | 30 september 2000     | 13              | 9            | Nr. 10 in de Single Top 100                               |
| Stan                                                          | 9 oktober 2000        | 9 december 2000       | 2               | 11           | met Dido / Nr. 3 in de Single Top 100 / Alarmschijf       |
| Rock City                                                     | 5 januari 2002        | 30 maart 2002         | tip24           | -            | met Royce Da 5'9" / Nr. 42 in de Single Top 100           |
| Without me                                                    | 12 mei 2002           | 1 juni 2002           | 1 (2wk)         | 14           | Nr. 1 in de Single Top 100                                |
| Cleanin' Out My Closet                                        | 17 september 2002     | 28 september 2002     | 6               | 10           | Nr. 4 in de Single Top 100                                |
| Lose Yourself                                                 | 22 oktober 2002       | 7 december 2002       | 1 (4wk)         | 17           | Nr. 1 in de Single Top 100                                |
| Sing for the Moment                                           | 25 februari 2003      | 12 april 2003         | 10              | 7            | Nr. 8 in de Single Top 100                                |
| Business                                                      | 22 juli 2003          | 23 augustus 2003      | 9               | 6            | Nr. 6 in de Single Top 100                                |
| Just Lose It                                                  | 28 september 2004     | 30 oktober 2004       | 3               | 11           | Nr. 5 in de Single Top 100                                |
| Like Toy Soldiers                                             | 25 januari 2005       | 22 januari 2005       | 7               | 15           | Nr. 8 in de Single Top 100 / Alarmschijf                  |
| Mockingbird                                                   | 25 april 2005         | 7 mei 2005            | 25              | 5            | Nr. 19 in de Single Top 100                               |
| Ass Like That                                                 | 7 juni 2005           | 13 augustus 2005      | 29              | 6            | Nr. 28 in de Single Top 100                               |
| When I'm Gone                                                 | 6 december 2005       | 24 december 2005      | 6               | 12           | Nr. 3 in de Single Top 100                                |
| Smack That                                                    | 13 november 2006      | 9 december 2006       | 6               | 15           | met Akon / Nr. 10 in de Single Top 100                    |
| Crack a Bottle                                                | 18 mei 2009           | 28 februari 2009      | tip5            | -            | met Dr. Dre & 50 Cent / Nr. 56 in de Single Top 100       |
| We Made You                                                   | 7 april 2009          | 2 mei 2009            | 14              | 7            | Nr. 19 in de Single Top 100                               |
| Beautiful                                                     | 11 augustus 2009      | 18 juli 2009          | tip10           | -            |                                                           |
| Not Afraid                                                    | 29 april 2010         | 22 mei 2010           | 32              | 3            | Nr. 14 in de Single Top 100                               |
| Love the Way You Lie                                          | 9 augustus 2010       | 10 juli 2010          | 4               | 17           | met Rihanna / Nr. 5 in de Single Top 100 / Alarmschijf    |
| I Need a Doctor                                               | 14 februari 2011      | 5 maart 2011          | tip18           | -            | met Dr. Dre & Skylar Grey / Nr. 55 in de Single Top 100   |
| My Life                                                       | 26 november 2012      | -                     |                 |              | met 50 Cent & Adam Levine / Nr. 89 in de Single Top 100   |
| Berzerk                                                       | 27 augustus 2013      | 7 september 2013      | tip7            | -            | Nr. 52 in de Single Top 100                               |
| Rap God                                                       | 15 oktober 2013       | -                     |                 |              | Nr. 53 in de Single Top 100                               |
| Survival                                                      | 8 oktober 2013        | -                     |                 |              | Nr. 49 in de Single Top 100                               |
| The Monster                                                   | 29 oktober 2013       | 9 november 2013       | 2               | 26           | met Rihanna / Nr. 3 in de Single Top 100 / Alarmschijf    |
| Headlights                                                    | 2014                  | 31 mei 2014           | tip8            | -            | met Nate Ruess                                            |
| Guts Over Fear                                                | 2014                  | 6 september 2014      | tip12           |              | met Sia / Nr. 11 in de Single Top 100                     |
| Revenge                                                       | 2017                  | 4 november 2017       | 24              | 6            | met P!nk / Alarmschijf                                    |
| Walk on Water                                                 | 2017                  | 25 november 2017      | 24              | 10           | met Beyoncé / Nr. 22 in de Single Top 100                 |
| River                                                         | 15 december 2017      | 30 december 2017      | 3               | 21           | met Ed Sheeran / Nr. 5 in de Single Top 100 / Alarmschijf |
| Believe                                                       | 15 december 2017      | -                     | -               | -            | Nr. 59 in de Single Top 100                               |
| Like Home                                                     | 15 december 2017      | -                     | -               | -            | met Alicia Keys / Nr. 65 in de Single Top 100             |
| Remind Me                                                     | 15 december 2017      | -                     | -               | -            | Nr. 77 in de Single Top 100                               |
| Bad Husband                                                   | 15 december 2017      | -                     | -               | -            | met X Ambassadors / Nr. 81 in de Single Top 100           |
| Tragic Endings                                                | 15 december 2017      | -                     | -               | -            | met Skylar Grey / Nr. 97 in de Single Top 100             |
| Homicide                                                      | 2019                  | 11 mei 2019           | tip28           | -            | met Logic                                                 |
| Darkness                                                      | 2020                  | 25 januari 2020       | tip17           | -            |                                                           |
| Godzilla                                                      | 2020                  | 21 maart 2020         | tip12           | -            | met Juice WRLD                                            |
| Gnat                                                          | 2020                  | 26 december 2020      | tip16           | -            |                                                           |
| Houdini                                                       | 31 mei 2024           | 7 juni 2024           | 6               | 14           |                                                           |
| Somebody Save Me                                              | 2024                  | 24-08-2024            | tip20           | -            | met Jelly Roll                                            |

| Single met hitnotering(en) in de Vlaamse Ultratop 50 | Datum van verschijnen | Datum van binnenkomst | Hoogste positie | Aantal weken | Opmerkingen                                     |
| ---------------------------------------------------- | --------------------- | --------------------- | --------------- | ------------ | ----------------------------------------------- |
| My Name Is                                           | 1999                  | 8 mei 1999            | 33              | 7            |                                                 |
| Guilty Conscience                                    | 1999                  | 25 september 1999     | tip17           | -            | met Dr. Dre                                     |
| The Real Slim Shady                                  | 2000                  | 15 juli 2000          | 7               | 15           | Nr. 7 in de Radio 2 Top 30 / Platina            |
| The Way I Am                                         | 2000                  | 4 november 2000       | 16              | 12           | Nr. 16 in de Radio 2 Top 30                     |
| Stan                                                 | 2000                  | 23 december 2000      | 3               | 17           | met Dido / Nr. 3 in de Radio 2 Top 30 / Platina |
| I'm Back                                             | 2001                  | 28 april 2001         | tip5            | -            |                                                 |
| Rock City                                            | 2002                  | 4 mei 2002            | 45              | 3            | met Royce da 5'9"                               |
| Without Me                                           | 2002                  | 1 juni 2002           | 2               | 22           | Platina                                         |
| Cleanin' Out My closet                               | 2002                  | 28 september 2002     | 6               | 16           | Goud                                            |
| Lose Yourself                                        | 2002                  | 21 december 2002      | 1 (3wk)         | 22           | Platina                                         |
| Sing For The Moment                                  | 2003                  | 5 april 2003          | 6               | 13           |                                                 |
| Hellbound                                            | 2003                  | 28 juni 2003          | tip10           | -            | met J-Black & Masta Ace                         |
| Business                                             | 2003                  | 9 augustus 2003       | 28              | 7            |                                                 |
| Just Lose It                                         | 2004                  | 13 november 2004      | 6               | 11           |                                                 |
| Like Toy Soldiers                                    | 2005                  | 29 januari 2005       | 11              | 10           |                                                 |
| Mockingbird                                          | 2005                  | 21 mei 2005           | 30              | 6            |                                                 |
| Ass Like That                                        | 2005                  | 6 augustus 2005       | 20              | 9            |                                                 |
| When I'm Gone                                        | 2006                  | 7 januari 2006        | 8               | 13           |                                                 |
| Shake That                                           | 2006                  | 20 mei 2006           | tip2            | -            | met Nate Dogg                                   |
| Smack That                                           | 2006                  | 11 november 2006      | 3               | 26           | met Akon                                        |
| You Don't Know                                       | 2006                  | 30 december 2006      | tip7            | -            | met 50 Cent, Lloyd Banks & Cashis               |
| Crack A Bottle                                       | 2009                  | 14 maart 2009         | 39              | 5            | met Dr. Dre & 50 Cent                           |
| We Made You                                          | 2009                  | 2 mei 2009            | 13              | 10           |                                                 |
| Beautiful                                            | 2009                  | 1 augustus 2009       | tip16           | -            |                                                 |
| Not Afraid                                           | 2010                  | 15 mei 2010           | 13              | 16           |                                                 |
| Love The Way You Lie                                 | 2010                  | 3 juli 2010           | 1 (1wk)         | 28           | met Rihanna / Goud                              |
| No Love                                              | 2010                  | 23 oktober 2010       | tip4            | -            | met Lil Wayne                                   |
| I Need A Doctor                                      | 2011                  | 26 februari 2011      | tip3            | -            | met Dr. Dre & Skylar Grey                       |
| Space Bound                                          | 7 maart 2011          | 13 augustus 2011      | tip17           | -            |                                                 |
| My Life                                              | 2012                  | 1 december 2012       | tip2            | -            | met 50 Cent & Adam Levine                       |
| C'mon Let Me Ride                                    | 2012                  | 22 december 2012      | tip47           | -            | met Skylar Grey                                 |
| Berzerk                                              | 2013                  | 7 september 2013      | 44              | 2            |                                                 |
| Survival                                             | 2013                  | 9 november 2013       | 49              | 1            |                                                 |
| The Monster                                          | 28 oktober 2013       | 9 november 2013       | 2               | 19           | met Rihanna / Goud                              |
| Rap God                                              | 2014                  | 5 april 2014          | tip65           | -            |                                                 |
| Headlights                                           | 2014                  | 17 mei 2014           | tip49           | -            | met Nate Ruess                                  |
| Guts Over Fear                                       | 2014                  | 30 augustus 2014      | tip15           | -            | met Sia                                         |
| Best Friend                                          | 2015                  | 16 mei 2015           | tip78           | -            | met Yelawolf                                    |
| Revenge                                              | 2017                  | 18 november 2017      | tip             | -            | met P!nk                                        |
| Walk On Water                                        | 2017                  | 25 november 2017      | 32              | 3            | met Beyoncé                                     |
| Untouchable                                          | 2017                  | 16 december 2017      | tip             | -            |                                                 |
| River                                                | 2017                  | 30 december 2017      | 12              | 17           | met Ed Sheeran / Platina                        |
| Kamikaze                                             | 2018                  | 8 september 2018      | tip13           | -            |                                                 |
| Fall                                                 | 2018                  | 15 september 2018     | tip16           | -            |                                                 |
| Lucky You                                            | 2018                  | 22 september 2018     | 46              | 2            | met Joyner Lucas                                |
| Killshot                                             | 2018                  | 29 september 2018     | tip29           | -            |                                                 |
| Venom                                                | 2018                  | 20 oktober 2018       | tip             | -            |                                                 |
| Houdini                                              | 2024                  | 7 juni 2024           | 7               | 15*          |                                                 |

### Dvd's
| Dvd's met hitnoteringen in de Nederlandse Music Top 30 | Datum van verschijnen | Datum van binnenkomst | Hoogste positie | Aantal weken | Opmerkingen                                                     |
| ------------------------------------------------------ | --------------------- | --------------------- | --------------- | ------------ | --------------------------------------------------------------- |
| Up In The Smoke Tour                                   | 2001                  | 17 februari 2001      | 1 (3wk)         | 4            | met Dr. Dre, Snoop Dogg, Xzibit, Warren G, Nate Dogg & Ice Cube |
| All Access Europe                                      | 2002                  | 6 juli 2002           | 10              | 1            |                                                                 |
| The Anger Management Tour                              | 2005                  | 30 juli 2005          | 15              | 5            |                                                                 |

### NPO Radio 2 Top 2000
| Nummers met noteringen in de NPO Radio 2 Top 2000 | '15 | '16  | '17  | '18  | '19  | '20  | '21  | '22  | '23  | '24  |
| ------------------------------------------------- | --- | ---- | ---- | ---- | ---- | ---- | ---- | ---- | ---- | ---- |
| Cleanin' Out My Closet                            | -   | 1811 | 1675 | 1080 | 1332 | 1298 | 1432 | 1322 | 1402 | 1551 |
| Like Toy Soldiers                                 | -   | -    | -    | -    | -    | -    | -    | 1414 | 1314 | 1476 |
| Lose Yourself                                     | 218 | 153  | 146  | 63   | 95   | 74   | 76   | 61   | 53   | 48   |
| Love the Way You Lie (met Rihanna)                | -   | -    | -    | -    | -    | -    | 1367 | 1274 | 934  | 1032 |
| My Name Is                                        | -   | -    | -    | 1307 | 1754 | 1978 | 1870 | 1570 | 1396 | 1770 |
| Sing for the Moment                               | -   | -    | -    | -    | -    | -    | -    | 1199 | 1131 | 1225 |
| Stan (met Dido Armstrong)                         | 618 | 619  | 489  | 259  | 379  | 349  | 376  | 239  | 226  | 256  |
| The Monster (met Rihanna)                         | -   | -    | -    | 1382 | 1418 | 1478 | 1928 | 1801 | 1451 | 1437 |
| The Real Slim Shady                               | -   | 1745 | 1668 | 949  | 1039 | 1014 | 875  | 631  | 516  | 506  |
| Without Me                                        | -   | 1717 | 1445 | 837  | 933  | 882  | 799  | 548  | 493  | 536  |

1. ↑  Een '-' betekent dat het nummer niet was genoteerd en een vetgedrukt getal geeft de hoogste notering van een nummer aan.
2. ↑  2015 was het eerste jaar met een notering voor Eminem.